# Xu Yunqi
Xu Yunqi (许运祺S, Xǔ YùnqíP; 2 marzo 1987) è un pentatleta cinese.

## Palmarès
In carriera ha conseguito i seguenti risultati:
- Mondiali

Berlino 2007: argento nel pentathlon moderno staffetta a squadre.